# Мальчик (фильм, 2010)
«Мальчик» (англ. Boy) — кинофильм режиссёра Тайки Вайтити, вышедший на экраны в 2010 году.

## Сюжет
Главный герой — одиннадцатилетний мальчик, которого все так и называют — Бой, хотя по документам его зовут Аламейн. После смерти матери он живёт с бабушкой, братом Рокки и кучей младших племянников и племянниц. Рокки — тихий мальчик считает, что у него тоже есть суперсилы, потому что его мать умерла, рожая его. Однажды, когда бабушка была в отъезде в Веллингтоне, неожиданно объявляется сидевший в тюрьме отец мальчиков, тоже Аламейн, сопровождаемый парой дружков по «банде». Бой обожает Майкла Джексона и рассказывает всем, какой у него замечательный отец, приукрашивая действительность и выдумывая ему фантастические способности.
Дети сначала думают, что Аламейн вернулся и будет теперь жить с ними, однако единственное, что его на самом деле интересует — зарытый когда-то давно на поле пакет с деньгами. Все трое взрослых пропадают на поле, пытаясь найти «сокровище», Аламейн убеждает детей, что на зарытые миллионы они купят дом в большом городе и ручных дельфинов. Он вступается за сына и пугает школьных хулиганов, и Бой всё сильнее привязывается к нему, отдаляясь от друзей по школе. Он понемногу крадёт марихуану с поля, принадлежащего его однокласснице Дайнасти, чтобы обрадовать отца, который проводит время, мечтая о том, чтобы стать главарём настоящей крутой банды. Через несколько дней Аламейн, раздосадованный тем, что не может найти свой «клад», уезжает. Бой продолжает копать сам и неожиданно находит пакет с 880 долларами. Он надевает отцовскую куртку и покупает друзьям фруктовый лёд и сладости. Они наслаждаются лакомствами возле магазина, когда разъярённый Аламейн, приехавший в тот же магазин за едой, замечает, что сын надел его куртку. Он бьёт Боя и унижает перед друзьями, а тот не успевает обрадовать Аламейна, что нашёл деньги.
Позже отец снова появляется у дома и говорит сыновьям, что любит их — впервые в жизни. Воодушевлённый Бой бежит за припрятанным пакетом с «кладом», но оказывается, что его ручная коза съела деньги. Чтобы возместить стоимость потери, он показывает Аламейну место посадки марихуаны, и тот уносит все кусты. Это видит Дайнасти. Вечером Аламейн и его банда идут в бар, чтобы отпраздновать, а Бой сидит в машине на парковке. Он замечает машину родственников Дайнасти и её саму с разбитым лицом, тоже сидящую на парковке. Из машины выходит настоящая банда, которой принадлежал урожай, и обвиняет Аламейна в воровстве. Бой представляет себе, что его отец отбивает атаку, используя танцевальные движения Майкла Джексона, но, вернувшись в реальность, видит, что на самом деле его избили. По пути домой на машине взвинченный Аламейн сбивает козла Боя, но тот, привязанный к отцу, вынужден признать, что это была "просто глупая собака". Позже Бой с Рокки возвращаются к козлу, и тот умирает у них на руках. Дети хоронят козла за домом.
На следующий день сообщники Аламейна крадут марихуану и сбегают, Аламейн пьёт и громит дом, дети в страхе прячутся. Бой посещает могилу матери, где наконец приходит к выводу, что все его счастливые воспоминания об отце — выдумка, Аламейна не было дома даже когда его жена умирала в родах. Бой возвращается домой и бьёт отца, швыряя в него пакетом с остатками денег и крича, что они абсолютно разные люди и что его никогда не было рядом. На следующее утро бабушка возвращается из Веллингтона, а Аламейн снова исчез. Бой говорит брату, что их отец уехал в Японию, чтобы стать самураем и возвращается в компанию друзей и Дайнасти. Друзья говорят им с Рокки, что теперь зарабатывают забрасыванием коров глиной. Затем Бой с Рокки идут посетить могилу матери, где обнаруживают Аламейна. Мальчики садятся напротив него, а Рокки спрашивает: «Как Япония?»

## В ролях
- Джеймс Роллестон — Бой
- Те Ахо Ахо Экетоне-Фиту — Рокки
- Таика Вайтити — Аламейн
- Моэранги Тихоре — Дайнасти
- Шерили Мартин — Келли
- Рикки-Ли Вайпука-Расселл — Шардонне
- Рэйчел Хаус — тетя Грейси

## Награды и номинации
- 2010 — приз зрительских симпатий за лучший международный фильм на кинофестивале AFI Fest
- 2010 — приз Deutsches Kinderhilfswerk Grand Prix на Берлинском кинофестивале
- 2010 — приз за наиболее популярный фильм на Мельбурнском кинофестивале
- 2010 — приз зрительских симпатий за лучший фильм на кинофестивале в Сиднее
- 2010 — номинация на Большой приз жюри кинофестиваля «Санденс»
- 2010 — номинация на премию Asia Pacific Screen Awards за лучший детский фильм